# 聖地への旅
『聖地への旅』（せいちへのたび、原題：Pilgrimage）は、アメリカ合衆国のジャズ・サクソフォーン奏者、マイケル・ブレッカーが2006年8月に録音したスタジオ・アルバム。ブレッカーは2007年1月13日に57歳で死去しており、4か月後に遺作として発売された。

## 背景
ブレッカーは骨髄異形成症候群によって健康状態が悪化し、2005年に活動を停止した。しかし、2006年には小康状態となり、JVCジャズ・フェスティバルでハービー・ハンコックのステージにゲスト参加した後、同年8月にハンコック、パット・メセニー、ブラッド・メルドー、ジョン・パティトゥッチ、ジャック・ディジョネットと共に本作を録音した。
全曲ともブレッカーのオリジナル曲で、過去のツアーでも演奏されていた「ルース・スレッズ」以外は、いずれも闘病中に作られた新曲である。「ホエン・キャン・アイ・キス・ユー・アゲイン?」のタイトルは、家族すら接触が禁止されていた時期に、ブレッカーの息子が「いつになったらまたキスできるの?」と問いかけたエピソードに由来している。
ブレッカーが存命だった時点で、サイドマンとして参加した面々により本作のレコーディングの事実が公言されており、パット・メセニーは2006年9月に「まさにマイクの新時代の夜明けを告げる、啓示のような作品だ」、ハービー・ハンコックは同年12月に「マイケルの新作が、ほぼ完成した」「マイケルは確かに、今弱っている。でもアルバムではそんな状態は微塵も感じさせない、まさしく入魂の一作だ」とコメントしている。

## 反響
母国アメリカでは、総合アルバム・チャートのBillboard 200入りは果たせなかったが、『ビルボード』のジャズ・アルバム・チャートでは3位、インディペンデント・アルバム・チャートでは27位に達した。イタリアのアルバム・チャートでは38位に達し、『ニアネス・オブ・ユー:ザ・バラード・ブック』（2001年）以来6年ぶりに、同国におけるアルバム・チャート入りを果たした。日本のオリコンチャートでは8週トップ300入りし、2007年5月28日に最高41位を記録した。

## 評価
第50回グラミー賞では、本作が最優秀ジャズ・インストゥルメンタル・アルバム賞を受賞し、収録曲「アナグラム」は最優秀ジャズ・インストゥルメンタル・ソロ賞を受賞した。
C・マイケル・ベイリーはAll About Jazzにおいて満点の5点を付け「作曲に関しては、彼のキャリアの中でも最高」「ブレッカーとメセニーは全編を通じて、ビル・エヴァンスとスコット・ラファロのコンビに匹敵するほど感情的に一体化しており、さらに両名は、ハンコックとメルドーの印象主義的なピアノに鼓舞されている」と評している。リック・アンダーソンはオールミュージックにおいて5点満点中4点を付け「ブレッカーは、音楽による自分の墓碑銘となり得る、情感豊かで驚くほど力強いストレート・アヘッド・モダン・ジャズのアルバムを生み出し、彼のことを単なるジャズ・ポップ系のフュージョン・ミュージシャンと切り捨てようとしてきた連中の鼻を明かしてみせた」と評している。ジェフリー・ハイムズは『ジャズタイムズ (JazzTimes)』誌において「ブレッカーの音色は、全盛期の逞しさを失っている。一方、フレージングはこれまでになく先鋭的で、作曲家として見れば、このCDには彼の最高傑作と言える曲も幾つか含まれている」と評している。また、『CDジャーナル』のミニ・レビューでは「甘さを排した楽曲はすべて自作」「コンテンポラリー・ジャズ界の今を切り取る、真摯な内容」と評されている。

## トラック・リスト
全曲ともマイケル・ブレッカー作曲。
| #  | タイトル                                                                     | 作詞 | 作曲・編曲 | 時間  |
| -- | ---------------------------------------------------------------------------- | ---- | ---------- | ----- |
| 1. | 「ザ・ミーン・タイム - The Mean Time」                                       |      |            | 6:57  |
| 2. | 「ファイヴ・マンツ・フロム・ミッドナイト - Five Months from Midnight」       |      |            | 7:41  |
| 3. | 「アナグラム - Anagram」                                                     |      |            | 10:11 |
| 4. | 「タンブルウィード - Tumbleweed」                                            |      |            | 9:39  |
| 5. | 「ホエン・キャン・アイ・キス・ユー・アゲイン? - When Can I Kiss You Again?」 |      |            | 9:45  |
| 6. | 「カーディナル・ルール - Cardinal Rule」                                     |      |            | 7:33  |
| 7. | 「ハーフ・ムーン・レーン - Half Moon Lane」                                  |      |            | 7:18  |
| 8. | 「ルース・スレッズ - Loose Threads」                                         |      |            | 8:36  |
| 9. | 「聖地への旅 - Pilgrimage」                                                  |      |            | 10:02 |

## パーソネル
- マイケル・ブレッカー – テナー・サクソフォーン、EWI
- パット・メセニー - ギター
- ハービー・ハンコック - ピアノ(on #1, #5, #8, #9)
- ブラッド・メルドー - ピアノ(on #2, #3, #4, #6, #7)
- ジョン・パティトゥッチ - ベース
- ジャック・ディジョネット - ドラムス